# Peur des lépreux de 1321

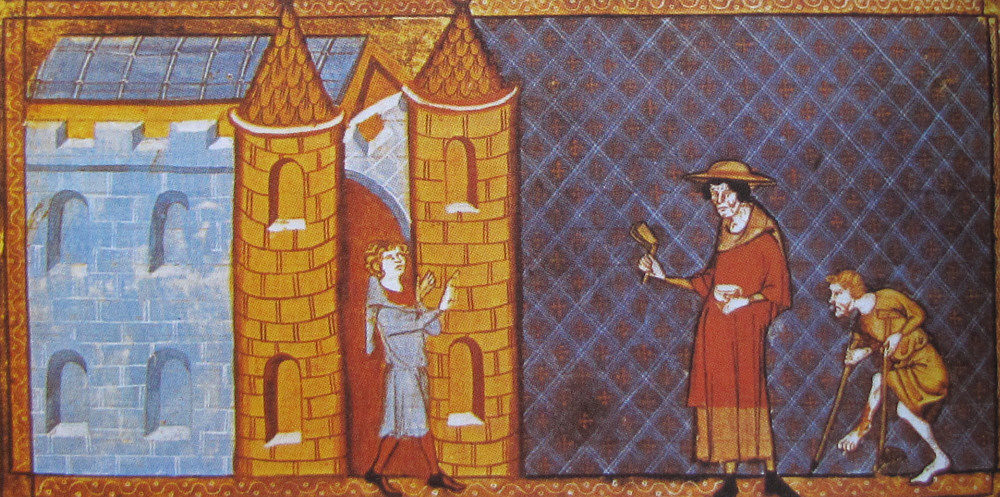
Deux lépreux se voient refuser l'entrée dans une ville.
Enluminure du XIVe siècle.

La peur des lépreux de 1321 est un prétendu complot de lépreux français dans le but de propager leur maladie, en contaminant l'eau des puits des chrétiens avec l'aide de poudres et de poisons.
Selon l'historien juif américain Salomon Grayzel, les lépreux sont majoritairement maltraités durant le Moyen Âge, jetés hors des agglomérations et traités comme des animaux sauvages, en raison de la croyance selon laquelle la maladie était très contagieuse.
Juifs et musulmans d'Espagne sont accusés d'être impliqués dans cette affaire, ce qui donne aux autorités locales une excuse valable pour attaquer à la fois les juifs et les communautés de lépreux. L'hystérie se propage rapidement vers les royaumes voisins, notamment vers le royaume d'Aragon.

## France

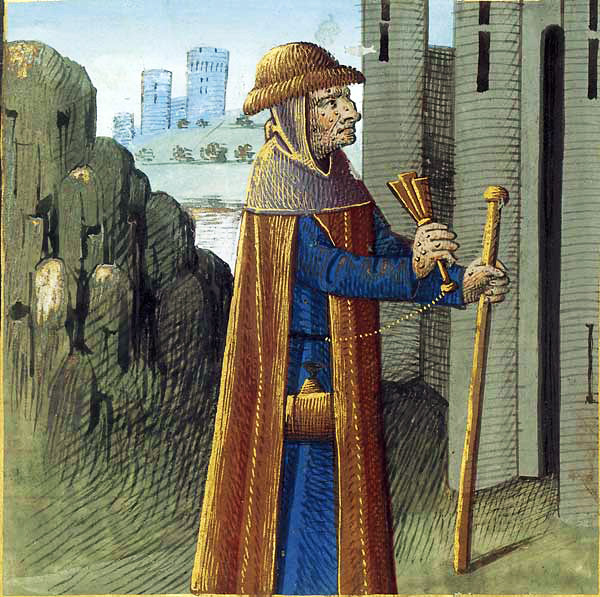
Un lépreux agitant sa crécelle.
Enluminure du Livre des propriétés de choses de Barthélémy l'Anglais, Paris, BnF, département des Manuscrits, ms. Français 9140,, fin du XVe siècle.

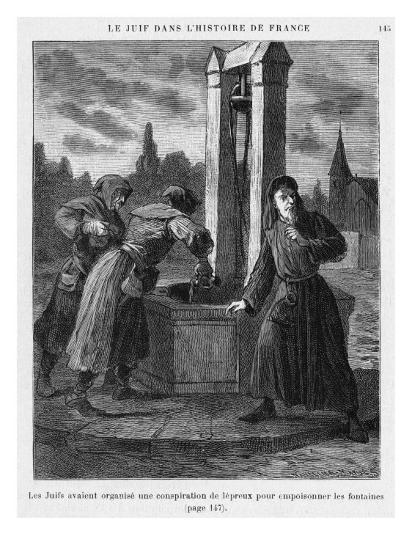
Gravure antisémite représentant un juif incitant deux lépreux à empoisonner un puits.
Illustration extraite de La France juive d'Édouard Drumont, Paris, Librairie Blériot, 1885.

Les rumeurs éclatent vers le printemps de 1321, terrorisant ainsi les habitants du sud de la France. Les supplices des lépreux s'ensuivent, et sous la torture certains « avouent » qu'ils agissent sur ordres des Juifs, eux-mêmes soudoyés par les musulmans d'Espagne, pour tenter d'« empoisonner la population chrétienne d'Europe. »
La panique se développe à la suite de la Croisade des pastoureaux qui a eu lieu l'année précédente, durant laquelle des foules de jeunes hommes et femmes en milieu rural attaquèrent des Juifs en France et dans le royaume d'Aragon voisin, malgré les demandes faites par le pape Jean XXII, le roi Philippe V de France et le roi Jacques II d'Aragon de mettre un terme aux attaques. Déjà en 1320, alors qu'ils pillaient une léproserie, certains croisés avaient affirmé avoir trouvé des barils remplis de pain pourri (peut-être près de Le Mas-d'Agenais), et en firent une accusation importante et peu commune, affirmant que les lépreux avaient l'intention d'utiliser le pain pour préparer des poisons afin de contaminer l'eau des puits. Les rumeurs qui déclenchent la violence de 1321 y trouvent peut-être leur origine. Tandis que la Croisade des pastoureaux a été menée par des émeutiers, la persécution des lépreux est orchestrée par les autorités municipales, qui la judiciarisent alors qu'elle était originellement extralégale, le pouvoir judiciaire demeurant une prérogative royale.
Philippe V « le Long » se trouve dans la région lorsque les histoires commencent à circuler. Le souverain se retrouve confronté à une situation difficile, ne pouvant ouvertement ni cautionner ni condamner la persécution. En effet, la première option pourrait conduire à davantage de violence tandis que la seconde porterait atteinte à l'autorité royale.
L'inquisiteur dominicain Bernard Gui est chargé de mener une enquête approfondie. Le 21 juin, le roi Philippe V ordonne par décret que tous les lépreux soient emprisonnés et interrogés sous la torture. Les coupables doivent être brûlés sur le bûcher. Déclarés criminels de lèse-majesté, les lépreux auraient dû se voir confisquer leurs biens par la Couronne, mais cette décision est rejetée par les vassaux du souverain.

## Aragon
Les nouvelles sur le complot se répandent rapidement vers les pays voisins. Le roi Jacques apprend le coup monté et les violences qui l'accompagnent presque immédiatement. Son cousin, le roi Sanche de Majorque, l'informe de la situation en France dans une lettre datée du 2 juin, mais le roi Jacques y réfléchit pendant presque une semaine. Les lépreux français, fuyant « le fouet de la justice », comme Jacques l'écrit dans une lettre à ses fonctionnaires, cherchaient déjà un refuge dans son royaume. Le roi ordonne l'arrestation et l'expulsion de tous les lépreux étrangers, tandis que les Juifs ne sont pas mentionnés. Au 27 juin, il change d'avis en faveur d'une approche plus sévère. Il ordonne non seulement la saisie des malades, la destruction de leurs poudres et l’interrogatoire sous la torture mais aussi l'arrestation et l'expulsion des étrangers non-lépreux « car il est difficile, même impossible, de les reconnaître et de les identifier. » Des investigations locales sont menées à Manresa, Ejea de los Caballeros, Huesca, Montblanc, Tarazona et Barcelone. Ceux qui avouent sont brûlés Des léproseries sont attaquées et leurs biens saisis, y compris l'ancienne léproserie rattachée à l’église de Santa Maria de Cervera.
Une personne soupçonnée d'être lépreuse est souvent examinée et diagnostiquée par de simples personnes effrayées plutôt que par des médecins expérimentés. Un an après la panique, un médecin appelé Amonant décide de quitter la Gascogne pour le royaume d'Aragon, avant d'être arrêté dans la province de Huesca et accusé d'être un lépreux ayant l'intention d'empoisonner l'eau. Le médecin fait appel au fils du roi Jacques, Alphonse, qui décide de lui accorder un examen par les médecins locaux. Ceux-ci confirment qu'il n'est pas infecté. Effrayé, il choisit néanmoins de quitter Aragon. L'incident, ainsi que de nombreux d'autres, a probablement aidé à promouvoir le diagnostic médical de la lèpre.